# Open 13 2012 - Qualificazioni singolare
Le qualificazioni del singolare  dell'Open 13 2012 sono state un torneo di tennis preliminare per accedere alla fase finale della manifestazione. I vincitori dell'ultimo turno sono entrati di diritto nel tabellone principale. In caso di ritiro di uno o più giocatori aventi diritto a questi sono subentrati i lucky loser, ossia i giocatori che hanno perso nell'ultimo turno ma che avevano una classifica più alta rispetto agli altri partecipanti che avevano comunque perso nel turno finale.

## Teste di serie
1. Tatsuma Itō (ultimo turno)
2. Rik De Voest (ultimo turno)
3. Ruben Bemelmans (ultimo turno)
4. Marc Gicquel (primo turno)

1. Augustin Gensse (primo turno)
2. Roberto Bautista Agut (qualificato)
3. David Goffin (qualificato)
4. Kenny de Schepper (primo turno)

## Qualificati
1. Marco Chiudinelli
2. Roberto Bautista Agut

1. Albano Olivetti
2. David Goffin

## Tabellone qualificazioni

### 1ª sezione
|  | Primo turno        | Primo turno        | Primo turno        | Primo turno | Primo turno |  |  | Secondo turno     | Secondo turno     | Secondo turno     | Secondo turno     | Secondo turno     |   |   | Ultimo turno | Ultimo turno | Ultimo turno | Ultimo turno | Ultimo turno |  |
|  |                    |                    |                    |             |             |  |  |                   |                   |                   |                   |                   |   |   |              |              |              |              |              |  |
|  | 1                  | Tatsuma Itō        | Tatsuma Itō        | 6           | 6           |  |  |                   |                   |                   |                   |                   |   |   |              |              |              |              |              |  |
|  |                    | Maxime Teixeira    | Maxime Teixeira    | 2           | 4           |  |  | 1                 | Tatsuma Itō       | 6                 | 3                 | 6                 |   |   |              |              |              |              |              |  |
|  | Maxime Tchoutakian | Maxime Tchoutakian | Maxime Tchoutakian | 1           | 4           |  |  |                   | David Guez        | 2                 | 6                 | 4                 |   |   |              |              |              |              |              |  |
|  | David Guez         | David Guez         | David Guez         | 6           | 6           |  |  |                   |                   |                   |                   |                   |   |   | 1            | Tatsuma Itō  | Tatsuma Itō  | 2            | 65           |  |
|  | Rohan Bopanna      | Rohan Bopanna      | 3                  | 6           | 65          |  |  |                   |                   |                   | Marco Chiudinelli | Marco Chiudinelli | 6 | 7 |              |              |              |              |              |  |
|  | Laurent Rochette   | Laurent Rochette   | 6                  | 3           | 7           |  |  | Laurent Rochette  | Laurent Rochette  | Laurent Rochette  | 4                 | 2                 |   |   |              |              |              |              |              |  |
|  |                    | Marco Chiudinelli  | Marco Chiudinelli  | 6           | 6           |  |  | Marco Chiudinelli | Marco Chiudinelli | Marco Chiudinelli | 6                 | 6                 |   |   |              |              |              |              |              |  |
|  | 8                  | Kenny de Schepper  | Kenny de Schepper  | 4           | 2           |  |  |                   |                   |                   |                   |                   |   |   |              |              |              |              |              |  |

### 2ª sezione
|  | Primo turno      | Primo turno           | Primo turno         | Primo turno | Primo turno |  |  | Secondo turno | Secondo turno         | Secondo turno | Secondo turno         | Secondo turno         |   |   | Ultimo turno | Ultimo turno | Ultimo turno | Ultimo turno | Ultimo turno |  |
|  |                  |                       |                     |             |             |  |  |               |                       |               |                       |                       |   |   |              |              |              |              |              |  |
|  | 2                | Rik De Voest          | Rik De Voest        | 6           | 7           |  |  |               |                       |               |                       |                       |   |   |              |              |              |              |              |  |
|  |                  | Fabrice Martin        | Fabrice Martin      | 4           | 65          |  |  | 2             | Rik De Voest          | 63            | 6                     | 7                     |   |   |              |              |              |              |              |  |
|  | WC               | Florent Scaccianoce   | Florent Scaccianoce | 69          | 3           |  |  |               | Benjamin Balleret     | 7             | 2                     | 65                    |   |   |              |              |              |              |              |  |
|  |                  | Benjamin Balleret     | Benjamin Balleret   | 7           | 6           |  |  |               |                       |               |                       |                       |   |   | 2            | Rik De Voest | Rik De Voest | 4            | 4            |  |
|  | Nicolas Renavand | Nicolas Renavand      | Nicolas Renavand    | 6           | 6           |  |  |               |                       | 6             | Roberto Bautista Agut | Roberto Bautista Agut | 6 | 6 |              |              |              |              |              |  |
|  | Clément Reix     | Clément Reix          | Clément Reix        | 2           | 2           |  |  |               | Nicolas Renavand      | 4             | 7                     | 3                     |   |   |              |              |              |              |              |  |
|  |                  | Pierre-Hugues Herbert | 4                   | 6           | 3           |  |  | 6             | Roberto Bautista Agut | 6             | 6                     | 6                     |   |   |              |              |              |              |              |  |
|  | 6                | Roberto Bautista Agut | 6                   | 3           | 6           |  |  |               |                       |               |                       |                       |   |   |              |              |              |              |              |  |

### 3ª sezione
|  | Primo turno     | Primo turno         | Primo turno         | Primo turno | Primo turno |  |  | Secondo turno       | Secondo turno       | Secondo turno       | Secondo turno | Secondo turno |   |    | Ultimo turno    | Ultimo turno    | Ultimo turno | Ultimo turno | Ultimo turno |  |
|  |                 |                     |                     |             |             |  |  |                     |                     |                     |               |               |   |    |                 |                 |              |              |              |  |
|  | 3               | Ruben Bemelmans     | Ruben Bemelmans     | 62          | 5           |  |  |                     |                     |                     |               |               |   |    |                 |                 |              |              |              |  |
|  |                 | Josselin Ouanna     | Josselin Ouanna     | 7           | 7           |  |  | Josselin Ouanna     | Josselin Ouanna     | Josselin Ouanna     | 3             | 6             |   |    |                 |                 |              |              |              |  |
|  | Martin Vaïsse   | Martin Vaïsse       | Martin Vaïsse       | 1           | 4           |  |  | Albano Olivetti     | Albano Olivetti     | Albano Olivetti     | 6             | 7             |   |    |                 |                 |              |              |              |  |
|  | Albano Olivetti | Albano Olivetti     | Albano Olivetti     | 6           | 6           |  |  |                     |                     |                     |               |               |   |    | Albano Olivetti | Albano Olivetti | 6            | 3            | 7            |  |
|  | Romain Jouan    | Romain Jouan        | Romain Jouan        | 6           | 6           |  |  |                     |                     | Romain Jouan        | Romain Jouan  | 4             | 6 | 68 |                 |                 |              |              |              |  |
|  | Mathias Bourgue | Mathias Bourgue     | Mathias Bourgue     | 3           | 2           |  |  | Romain Jouan        | Romain Jouan        | Romain Jouan        | 7             | 6             |   |    |                 |                 |              |              |              |  |
|  |                 | Alexandre Sidorenko | Alexandre Sidorenko | 6           | 6           |  |  | Alexandre Sidorenko | Alexandre Sidorenko | Alexandre Sidorenko | 63            | 3             |   |    |                 |                 |              |              |              |  |
|  | 5               | Augustin Gensse     | Augustin Gensse     | 2           | 3           |  |  |                     |                     |                     |               |               |   |    |                 |                 |              |              |              |  |

### 4ª sezione
|  | Primo turno              | Primo turno              | Primo turno      | Primo turno | Primo turno |  |  | Secondo turno     | Secondo turno     | Secondo turno   | Secondo turno | Secondo turno |   |   | Ultimo turno | Ultimo turno | Ultimo turno | Ultimo turno | Ultimo turno |  |
|  |                          |                          |                  |             |             |  |  |                   |                   |                 |               |               |   |   |              |              |              |              |              |  |
|  | 4                        | Marc Gicquel             | Marc Gicquel     | 2           | 2           |  |  |                   |                   |                 |               |               |   |   |              |              |              |              |              |  |
|  |                          | Jan Hernych              | Jan Hernych      | 6           | 6           |  |  | Jan Hernych       | Jan Hernych       | 65              | 7             | 7             |   |   |              |              |              |              |              |  |
|  | Jonathan Dasnieres Veigy | Jonathan Dasnieres Veigy | 6                | 5           | 64          |  |  | Grégoire Burquier | Grégoire Burquier | 7               | 65            | 5             |   |   |              |              |              |              |              |  |
|  | Grégoire Burquier        | Grégoire Burquier        | 4                | 7           | 7           |  |  |                   |                   |                 |               |               |   |   |              | Jan Hernych  | Jan Hernych  | 65           | 3            |  |
|  | Yannick Mertens          | Yannick Mertens          | Yannick Mertens  | 6           | 7           |  |  |                   |                   | 7               | David Goffin  | David Goffin  | 7 | 6 |              |              |              |              |              |  |
|  | Nicolas Devilder         | Nicolas Devilder         | Nicolas Devilder | 3           | 62          |  |  |                   | Yannick Mertens   | Yannick Mertens | 3             | 3             |   |   |              |              |              |              |              |  |
|  |                          | Stéphane Bohli           | Stéphane Bohli   | 63          | 2           |  |  | 7                 | David Goffin      | David Goffin    | 6             | 6             |   |   |              |              |              |              |              |  |
|  | 7                        | David Goffin             | David Goffin     | 7           | 6           |  |  |                   |                   |                 |               |               |   |   |              |              |              |              |              |  |